# Симкинская узкоколейная железная дорога
Симкинская узкоколейная железная дорога — лесовозная железная дорога в Нуримановском районе республики Башкортостан, расположенная южнее Яман-Елгинской узкоколейной железной дороги.

## Описание
Симкинская УЖД берёт начало в деревне Чандар Нуримановского района республики Башкортостан. Первый участок дороги был открыт в 1951 году. В 1960-е — 1970-е составляла единую сеть с Яман-Елгинской УЖД.
Когда-то на линии существовали лесные деревни: Акманайка 10 км, Симка 16 км, Берёзовка 18 км и другие.  Узкоколейная железная дорога была пригодна для движения тяжелого подвижного состава на всем протяжении узкоколейной железной дороги.
По состоянию на 1999 год, она была действующей, несмотря на то, что вывозка леса по ней прекратилась еще в 1980-х.  На ней был тепловоз ТУ6А, на котором местные жители ездили косить и убирать сено. Также по ней ходили мотодрезины. С 2001 по 2006 года она была полностью ликвидирована.

## Станции и населённые пункты
- 0 км — Чандар
- 10 км — Акманайка
- 16 км — Симка
- 18 км —  Берёзовка